# マドセンLAR
マドセンLAR（Madsen LAR）は、デンマークで開発された自動小銃である。

## 概要
マドセン機関銃の製造元として知られるDISA社にて設計が行われた。元々は7.62x39mm弾を用いる銃だったが、後に7.62x51mm NATO弾仕様のモデルも設計された。設計上はカラシニコフ銃（AK-47）をベースとしつつ、軽量高張力合金および鋼材を用いたレシーバーカバーなどはより複雑な構造をしていた。また、弾倉もAKシリーズと異なる独自設計のものだった。
開発は1957年から始まった。1958年には7.62x39mm仕様のモデルがフィンランド軍の制式小銃トライアルに参加したが、1960年には採用の見送りが決定した。1962年には7.62x51mm仕様のモデルがm/62 LARとして発表されたものの、同年フィンランド軍はRk 62の採用を決定した。DISA社では7.62x51mm仕様のモデルの国際的な輸出を試みたが、1965年の時点でFNハースタル製FN FALやヘッケラー&コッホ製G3を始めとする多数の競合製品が既に広く流通していたため、商業的な成功を収めることはできなかった。マドセンLARの失敗により、DISA社は小火器製造から撤退することとなる。

## オプション、派生型など
広く売り込みを行うため、マドセンLARには各種の光学照準器や二脚など、オプションの組み合わせが異なる様々なモデルが用意されていた。銃床にはレシーバーを覆うハンドガードと一体型の標準的な木製銃床のほか、パイプ材を用いた固定式の金属銃床、側面折畳式銃床、下方折畳式銃床などを備えるモデルがあった。